# Sportsプラス
『Sportsプラス』（スポーツ・プラス）は、NHK総合テレビジョンで2012年4月2日から2016年4月1日まで、平日23時台（JST）に放送されたスポーツニュースのミニ番組。

## 概要
2010・2011年度の同時刻に放送されていた『Bizスポ』を、スポーツニュースの当番組と経済報道番組『Bizプラス』の2つに分離してスタート。その日1日のスポーツの結果・記録を紹介するほか、独自の観点で見つめたスポーツの魅力・見所も紹介する。
モニターにはその日取り上げる主要なスポーツニュースの項目が雑誌の広告のようなブロックパターンで並んでおり、それに沿って番組が進められた（モニターに表示されていても、時間の関係で紹介されない項目もまれにある）。プロ野球速報では詳細なスコアは表示されない。「ニュースウオッチ9」で放送しきれなかった試合経過・結果もここで補完されるが、プロ野球の場合、長時間試合のあおりで試合終了に間に合わなかったことも数回あった。プロ野球・高校野球と大相撲（本場所）の速報では、結果を伝える前にそれぞれの試合（取組）についてのキーワードとキープレーヤー（取材映像から取り込んだ静止画）が紹介される。ただしプロ野球ナイターで余程試合時間が長引き、放送までに編集が間に合わなかった場合、キープレーヤーの代わりに、対戦チームの球団旗かマスコットを出す場合もまれにだがあった。
また、スポーツにまつわるトピックスを放送するが、特にプロ野球シーズンオフの火曜日はテーマを「アスリートの魂」（総合テレビミッドナイトチャンネル枠放送）に合わせることがある他「ニュースウオッチ9」で放送されたスポーツ特集を再構成して放送する場合もある。番組開始当初は主にプロ野球の試合が1試合も組まれていないか、あっても予め試合数が少なかったとき（予備日含む）、および野球シーズンオフが中心だったが、2014年のキャスター交代後はプロ野球の試合が多いときでもトピックスを放送する機会が増えた。
エンディングは翌日の番組の簡単な予告またはプロ野球予告先発の一覧を紹介。
2013年4月から『Bizプラス』の放送体制変更とともに放送時間が5分繰り上がり、23:20 - 23:30枠に放送されることになった。また、これまで当番組と「bizプラス」でほぼデザインを共有していた番組タイトル（「+」の文字を図にし、ローマ字でSportsと描かれたもの）を、+の横ラインに「スポプラ（改行して小さめにSPORTS PLUS）」という略称で表記されるようになり、小宮山自らが「スポプラ」とコールする新タイトルになった。テーマソングもスイングジャズ風のもの一新された。
2014年3月31日から冒頭、円の淵に当番組と『NEWS WEB』『時論公論』のタイトルが付いたタイトルカードが出され、ジングルと共に当番組のタイトルが出たところで、前述のOPになる構成になった。またヘッドラインを表示するモニターには、このリニューアル後は次の番組「NEWS WEB」で取り上げる特集、主要ニュース、その日のゲストの中から1項目が常時表示されている。その1年後の2015年3月30日からは、タイトルカードとジングルが変更された（『NEWS WEB』『視点・論点』も同じ）。
2016年4月1日をもって放送終了。翌週（2016年4月4日）から23:15 - 23:55枠で『ニュースチェック11』を放送開始し、スポーツコーナーは同番組に内包された。
なお、海外向けのNHKワールド・プレミアムでは0:15 - 0:25に50分遅れて放送されていた。

## 出演者
司会進行（NHKアナウンサー）
- 小宮山晃義（2012年4月 - 2014年3月）
- 中野淳（2014年4月 - 2016年3月）

コメンテーター（準レギュラー）
- 大島康徳（NHKプロ野球解説者）
- 北の富士（大相撲評論家、主に大相撲本場所の前後　VTR出演が主）
- 山野孝義（サッカー評論家　主にJ1リーグやサッカー日本代表の注目試合がある時に出演）
- 宇都宮徹壱（スポーツライター・フォトグラファー　2014年より。主にJ3リーグの話題を取り上げるときに出演。2014 FIFAワールドカップブラジル大会では現地特派員として参加）
- タケ小山（プロゴルファー。主にNHKが中継を行うゴルフメジャー大会直前に出演）
- 太田由希奈（フィギュアスケーター）
- 青木宣親（主に大リーグのシーズンオフに出演。この番組では度々青木の活躍を取り上げる機会が多いため、2013年ごろから自然発生的に大リーグの速報で「きょうの青木」というコーナーが生まれた）

ナレーター
- 脇田美代（圭三プロダクション所属）[3]

## 関連番組
- サタデースポーツ
- サンデースポーツ